# Joseph de Bimard
Joseph de Bimard (nom latinisé en Josephus Bimardus), baron de La Bastie-Montsaléon (ou La Bâtie-Monsaléon), né le 3 juin 1703 à Nîmes et mort le 5 août 1742 à Carpentras, est un érudit français, helléniste, latiniste et numismate.

## Biographie
Joseph de Bimard de La Bastie naît le 3 juin 1703 à Nîmes dans le Royaume de France. Il est fils de Pierre Annibal (1667-1741 ; co-prince de Mondragon) et Marie Anne de Flotte de Montauban (1679-1743).
Membre « correspondant honoraire » de l'Académie des inscriptions et belles-lettres de 1737 à 1742, il a publié un « très grand nombre de "dissertations" archéologiques » dans les Mémoires de l'Académie 
Il meurt à Carpentras dans le Royaume de France, le 5 août 1742. Sa bibliothèque sera vendue aux enchères .

## Œuvres
- (la) De vita, rebus gestis, nummis T. Didii consulis et gente Didia, Parergon, Genève, Marc Michel Bousquet, 1730.
- (éditeur scientifique) Louis Jobert, La science des médailles. Nouvelle édition, avec des remarques historiques & critiques, Paris, de Bure, 1739 ([lire en ligne]
- « Éclaircissement sur la durée de l'empire de Probus, Carus, Carinus et Numérien, à l'occasion de quelques médailles de Probus », Mémoires de l'Académie des inscriptions et belles-lettres,‎ 1740
- « Vie de Pétrarque », Mémoires de l'Académie des inscriptions et belles-lettres, vol. 54,‎ 1743
- (la) Observationes ad nonnulla loca Nov. Thes. veterum inscriptionum cl. v. Lud. Antonii Muratorii, 1765
- (la) Observationes et epistolae
- Dissertation sur la vie de saint Louis [2]
- Légions et cohortes romaines [2]
- Chronique des rois de Bithynie, déterminée par les médailles [2]